# Владимиров, Виталий Вадимович
Вита́лий Вади́мович Влади́миров (род. 24 июля 1968, Свердловск) — советский и российский тромбонист, композитор, аранжировщик, дирижёр. Лауреат международных конкурсов. Лауреат премий губернатора Свердловской области «За выдающиеся достижения в области литературы и искусства». Заведующий отделением «Музыкальное искусство эстрады», преподаватель по классу аранжировки, создатель Биг-бенда Свердловского музыкального училища имени П. И. Чайковского (Екатеринбург). Художественный руководитель и главный дирижёр Краснодарского Биг-бенда имени Георгия Гараняна (2010—2011). В 1980—1990-х годах принимал активное участие в деятельности Свердловского рок-клуба, принимал участие в записях и выступлениях известных групп «свердловского рока», таких как «Чайф», «Ассоциация» и др.

## Биография
Родился 24 июля 1968 г. в Свердловске. Закончил по классу тромбона Свердловское музыкальное училище им. П. И. Чайковского и Челябинскую государственную академию культуры.
С 1985 — начал профессиональную исполнительскую деятельность как тромбонист в ансамбле «Гамма-джаз» известного свердловского гитариста Валерия Бириха. В 1986 году недолго фигурировал в составе группы Владимира Кощеева «Солярис», также работал с группой Владимира Огонькова «Раут».
С 1987 — принимал активное участие в проектах композитора и пианиста Михаила Агре (Израиль), в том числе в его экспериментах в области формирования музыкального пространства современного камерного театра.
В 1990—1992 — параллельно с работой в Уральском филармоническом оркестре занимался аранжировками авторских спектаклей для музыкального театра петербургского композитора Анатолия Затина.
В 1993—1995 — солист ансамбля «АМА-джаз» вместе с саксофонистом Игорем Паращуком и трубачом Сергеем Пронем. В этом составе принимал участие в российско-французском фестивале (Москва, Протвино, Черноголовка) в 1993 году.
С 2000 — заведующий кафедрой джазовой музыки и преподаватель по классу аранжировки Свердловского музыкального училища им. П. И. Чайковского.
С 2001 — художественный руководитель собственного биг-бенда.
С 2003 — участник трио FREEBRASS (Пронь, Паращук, Владимиров).
До 2006 — музыкальный руководитель, солист и аранжировщик Уральского Государственного оркестра джазовой музыки.
С 2007 — участник квинтета David Orchestra (Сайфуллин, Паращук, Владимиров, Титов, Кравцов).
С 2007 — солист и дирижёр биг-бенда Георгия Гараняна (город Краснодар).
В 2011 В. Владимиров создал первый в России профессиональный этно-оркестр «Alpha & Co» (Альфа Ко). В 2016 этно-оркестр выступал с мировыми звёздами импровизационной музыки —
Владисваром Надишаной и Саинхо Намчылак, совместно с ними был записан альбом «Pulse of karma».

## Творческая характеристика
Блестящий исполнитель и аранжировщик, один из самых ярких джазовых тромбонистов, живущих ныне на территории современной Евразии. В России, наверное, не найдется больше тромбониста, способного так виртуозно и выразительно играть и мыслить зрело и изобретательно. Креативный подход к игре и феноменальная интуиция ансамблиста позволяют свободно ориентироваться в музыкальном пространстве от симфонического оркестра до дуэта или трио импровизационного толка. Музыкант с самыми широкими исполнительскими интересами и техническим диапазоном, регулярно принимающий участие в концертах и студийных сессиях российских, европейских и американских музыкантов (Георгий Гаранян, Асхат Сайфуллин, Сергей Пронь, Игорь Паращук, Рой Янг, Петер Брётцман, Ричи Коул, Виталий Имирелли, Джесси Джонс, Джулия Никсон, Денис Эрнандес, Николь Генри, Мелтон Мустафа, Стенли Джордан, Кевин Махогани, Карла Кук, Рон Холовей).

## Награды и премии
- 1997, 2010 — лауреат премии Губернатора Свердловской области за выдающиеся достижения в области литературы и искусства.[10]

## Участие в фестивалях
- «Jazz-transit 2006-09»
- «Вэйсэ-джаз 2008-09»
- «Melton Mustafa Jazz Festival 2008-09» (США)
- «Kuban-jazz 2007-08»
- Российско-французский фестиваль «Москва — Протвино»
- «Jazz pipe organ 2007-08»
- «Jazz Globus 2011» (Израиль)
- Этно-фестиваль «SALT 2012»,
- «KRAMER Jazz Festival 2013»
- «Jazz May 2013» (Пенза) и др.

## Авторские программы
- 2005 — «Rain on the road» — авторские композиции для квинтета
- 2006 — «Wood steps» — сюита для деревянных духовых, фортепиано и камерного оркестра
- 2007 — «Иерусалимские песни» — сюита для скрипки, кларнета, диджериду и камерного оркестра
- 2011 — «GOSPEL! Christmas for all times…» — авторские аранжировки для симфо/джаза и солистов
- 2011 — «Secret Message» — авторские композиции для биг-бенда
- «Вершины мира» — симфонические рифмы для оркестра и солистов (Этно/Симфо)

## Дискография

### Собственные проекты
- 2005 — Cinema music
- 2005 — Rain on the road
- 2010 — Cartoons
- 2011 — Secret Message
- 2012 — Этно-оркестр ALPHA & Co — «Солнцестояние»
- 2014 — Сольный альбом на тибетских поющих чашах «ALPHA»
- 2016 — Этно-оркестр ALPHA & Co и Саинхо Намчылак — «Pulse of karma»[11]

### Участие в записях других групп/музыкантов
(показаны лишь некоторые записи)

#### Рок-группы Свердловска / Екатеринбурга
- 1986 — Субботним вечером в Свердловске (магнитоальбом группы Чайф), тромбон
- 1990 — Сторона (студийный альбом группы Ассоциация), тромбон (трек 3, «Руки вверх»)
- 1994 — Love Story (студийный альбом группы ТОП, см. Евгений Горенбург), тромбон[12]
- 1996 — Greatest Hits (альбом-сборник группы Ассоциация), тромбон (трек 14, «Руки вверх», с альбома Сторона той же группы, записан в 1990)
- 1999 — Зима была лютой (студийный альбом проекта «Шалуны на Луне» [В. Шахрин, В. Кукушкин]), тромбон[13]
- 2000 — Школьный альбом (студийный альбом группы ТОП, см. Евгений Горенбург), тромбон[14]
- 2002 — Под бельём (студийный альбом Татьяны Зыкиной, официально не выпущен), аранжировка, продюсирование
- 2007 — Не[видимая] Музыка — Проявление Третье (сборник исполнений разных групп/музыкантов), тромбон (с группой Курара, трек 13, «Зима»)[15]
- 2014 — Дорога шамана (студийный альбом H-Ural, пимак)
- 2019 — Красное и Чёрное (соло на тромбоне, совместно с группой Море Гор, альбом #Насолнце)

## Видео
- Биг-бенд Виталия Владимирова — «Blues for Michael» (2013) на YouTube
- Этно-оркестр «ALPHA & Co» — «Solstices» (2012) на YouTube
- Уральский симфонический оркестр; Виталий Владимиров, «Wood steps» — сюита для деревянных духовых, фортепиано и камерного оркестра; солист Игорь Паращук (деревянные духовые), Виталий Владимиров (фортепиано); дирижер Энхе (2011) на YouTube (Vitaly Vladimirov «Wood steps» Suite for chamber orchestra, piano and woods. Ural simphonic orchestra. Sol. Igor Parashiuk (woods), Vitaly Vladimirov (piano). Cond. ENKHE)
- Виталий Владимиров — Импровизация на тибетских поющих чашах (2011) на YouTube (Tibetan singing bowls improvisation)